# Шеллер, Иммануил-Иоганн-Гергард
Иммануил-Иоганн-Гергард Шеллер ( нем. Immanuel Johann Gerhard Scheller; 22 марта 1735, Илов (Флеминг), Бранденбург – 5 июля 1803, Бриег, Силезия (ныне Польша) — немецкий учёный, филолог-классик, лексикограф.

## Биография
Сын проповедника. С 1757 года изучал богословие и классическую филологию в Лейпцигском университете, после его окончания работал директором в лицея в Люббене (1761).
В 1771 году по предложению Карла Абрахама фон Цедлица переехал в Бриег и стал преподавателем и директором королевской гимназии. Здесь он оставался до своей смерти в 1803 году. 
Стал известен трудами в области  лексикографии и созданием латинских словарей, его цель заключалась в том, чтобы представить лексику древних авторов по мере её исторического развития. В 1783 году издал двухтомный подробный латинско-немецкий словарь; его второе издание в 1788 г. было расширено до трех томов, а третье издание, вышедшее через год после его смерти (1804), вышло в пяти томах. В 1792 году он опубликовал краткий Handlexicon , который после его смерти был издан в нескольких редакциях Георгом Генрихом Люнеманном .

## Избранные труды
- «Ausführliches lateinisch-deutsches und deutsch-lateinisches Wörterbuch» (Лейпциг, 1783—84; 3-е изд., 1804—05) и много других словарей, выдержавших целый ряд изданий,
- «Ausführliche lateinische Sprachlehre» (Лейпциг, 1779; 4-е изд., 1803),
- «Praecepta stili bene latini» (ib., 1779—80; 3-е изд., 1797) и др.